# Brody Warszawskie
Brody Warszawskie – przystanek kolejowy w Goławicach Pierwszych, w województwie mazowieckim, w Polsce.

## Ruch pasażerski[1]
| Rok  | Wymiana pasażerska na dobę |
| ---- | -------------------------- |
| 2017 | 50-99                      |
| 2018 | 20-49                      |
| 2019 | 50-99                      |
| 2020 | 50-99                      |
| 2021 | 50-99                      |
| 2022 | 50-99                      |
| 2023 | 50-99                      |

## Połączenia
- Warszawa Gdańska
- Warszawa Zachodnia (peron 9)
- Nasielsk
- Modlin
- Nowy Dwór Mazowiecki
- Legionowo
- Ciechanów
- Mława
- Działdowo